# 大乃国康

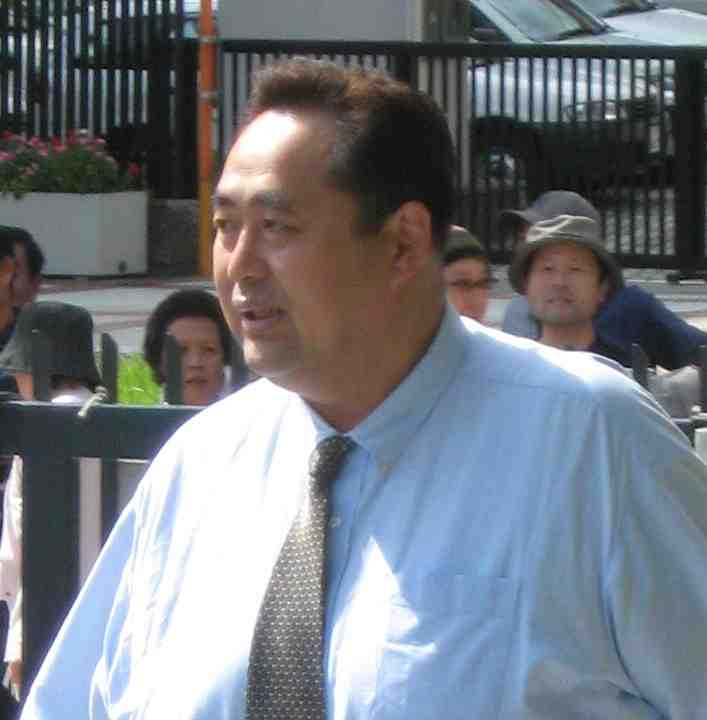
2008年攝

大乃國康（日语：／ Ōnokuni Yasushi，1962年10月9日—），本名青木康，日本北海道河西郡芽室町出身的前大相撲力士。第62代横綱。他身高1.89米，重203公斤。
他在1978年開始職業相撲生涯，在1983年晉升至幕內級別，在1987年得到第一次優勝，並在1月成為橫綱。但他在1991年引退前只取得一次優勝。他在1991年引退後成為芝田山部屋的親方(教練)。

## 早年
青木康出生在日本北海道十勝市河西郡芽室町，他最初學習柔道，他後被花籠部屋的力士魁傑將晃勧誘學習相撲。他在1978年3月第一次亮相比賽，1981年魁傑將晃成立他的放駒部屋時帶青木加入他的部屋。

## 幕內
他於1982年3月到達十兩2枚目，並於1983年3月到達幕內級別。在1983年11月，被列為前頭3枚目，通過擊敗所有三個橫綱（北之湖敏滿，千代之富士貢和隆之里俊英）贏得了他的第一個三賞和三個金星。這使他晉升為關脇。明年3月，他擊敗了三個橫綱和三個大閞，並獲得了敢鬥賞和殊勳賞。他在1985年7月的比賽中獲得亞軍，12勝3負，足以晉級為大關。他在大關級別首次亮相，再次拿下12-3亞軍。在接下來的幾場比賽中，他的表現雖然不錯，但並不出色，直到1987年5月，他以15勝0負的成績奪得了自己的第一個優勝。成為除了千代富士之外第一個在新兩國國技館贏得全勝的力士。
在接下來的兩場季賽中獲得兩次亞軍(準優勝)，當年的九月，他被晉升為相撲力士中最高級別的橫綱。他的三場季賽戰績為40勝5負。

## 橫綱
他作為橫綱的第一場比賽以8-7取得了令人失望的成績，但是在1988年3月，他在一場比賽中擊敗了另一個橫綱北勝海信芳，以實現他的第二場比賽的勝利。然而，在未來的幾場比賽中，九重部屋的橫綱千代富士和北勝海被證明是佔統治地位的，大乃國從來沒有贏過另一場比賽。1988年11月的最後一天，他在和千代富士的比賽上取得了著名的勝利，結束了千代富士的53回合連勝，結束了昭和時代的最長連勝紀錄。
從1989年起，他開始患上睡眠窒息症，他體重增加到200公斤，腿部開始出現問題。他通過訓練和飲食相結合減肥，但這削弱了他，他從來沒有完全康復。由於膝傷，他錯過了7月份的大部分比賽，然後在9月份他成為了第一個負越的橫綱，在15場比賽中只獲得7次的勝利。
在1990年1月的複出賽中，他以8勝獲得了勝利，但遭受了嚴重的腳踝傷病，並且錯過了接下來的四場比賽，這是前所未有的橫綱缺席。他在1990年11月回到土俵，並取得了10場胜利，最後一天擊敗了千代富士。1991年3月，他在職業生涯第七次也是最後一次獲得亞軍，以12-3落後於北勝海。5月份，因為皮膚感染引起的發熱，大乃國錯過了下列比賽，7月份回歸後的頭8天他被擊敗了4次。他在第8天被安藝乃島勝己打敗後，宣布退出相撲界，僅僅28歲，成為栃乃海晃嘉後第二年輕引退的橫綱。

## 引退後
大乃国康引退後，成為日本相撲協會的年寄，並在1999年成立自己的芝田山部屋。2008年3月，部屋培養出第一位關取力士大勇武，但只不過1場所後陥落幕下。在9月份，大勇武提起訴訟，聲稱自己被毆打，他的髮髻在違背了自己的意願下被割(即退出相撲界)。但事件受到警方的質疑。案件最終被和解了。 
2016年3月，日本東京地方法院命令芝田山親方和他其中一個力士高麗之國支付3240萬日元（287,500美元）賠償另一名自2008年加入部屋力士一直以來面臨“日常虐待”並接受四次手術治療脫離視網膜，那位力士最終在2013年失明。芝田山對裁決提出上訴，並於2016年11月以法庭調解的方式達成和解。
2013年，當花籠部屋解散後，他們的弟子移籍芝田山部屋。截至2016年3月，部屋沒有關取級力士。
他也有善製作甜點的聲譽，並出版了一本書（第62代橫綱大乃國全國スイーツ巡遊)，並烤了一個蛋糕，以慶祝大勇武升格為十兩，他也曾出版一本自傳。
他從1989年就結婚了。